# Chamosee
Der Chamosee (amharisch ጫሞ ሐይቅ č’amo hayq, deutsch auch Shamosee oder Tschamosee geschrieben) ist ein See im südlichen äthiopischen Graben südöstlich der Stadt Arba Minch.

## Beschreibung
Der See liegt südlich des Abajasees und östlich der Guge-Berge. Das nördliche Ende befindet sich im Nechisar-Nationalpark und ist durch eine bis etwa 1650 Meter hohe Hügelkette, Tosa Sucha („Brücke Gottes“) genannt, vom nur wenig höher gelegenen Abajasee getrennt. Diese wird an ihrer niedrigsten Stelle in etwa 1190 Meter Höhe vom Kulifu durchbrochen, dessen Wasser dem Chamosee zufließt.
Der Chamosee ist etwa 32 Kilometer lang und 13 Kilometer breit. An der tiefsten Stelle ist er 14 Meter tief und die Fläche des Sees beträgt ungefähr 317 km². Der Wasserspiegel des Sees liegt etwa 1110 Meter ü. NN. Seine Umgebung ist durch Savanne geprägt und für ihre reiche Tierwelt bekannt.

## Erforschung
Oscar Neumann erforschte um 1901 das Gebiet und fand einen trockenen Kanal, der den Chamosee mit dem Fluss Sagan verbindet, was ihn schließen ließ, dass in Jahren mit schweren Regenfällen der See in den Sagan abfließt. In manchen regenreichen Jahren wird der Chamosee auch vom Überlauf des Abajasees gespeist.